# أوتو الأول
أوتو الأول (بالألمانية: Otto I) ‏ (23 نوفمبر 912 - 7 مايو 973) ابن هاينريش الأول وماتيلده رينغلهايم. دوق ساكسونيا وملك ألمانيا وملك إيطاليا، و«أول الألماني يسمى إمبراطور إيطاليا» وفقاً لأرنولف الميلاني. بينما تم تتويج شارلمان إمبراطوراً سنة 800، تم قسيم إمبراطوريته بين أحفاده، وفي أعقاب اغتيال برنغار فريولي سنة 924، ظل اللقب الإمبراطوري شاغراً ما يقرب من أربعين عاماً. في 2 فبراير سنة 962، توج أوتو إمبراطوراً لما سيصبح لاحقاً الإمبراطورية الرومانية المقدسة. كان أوتو، إثر وفاة والده، الذي أوصى له بولاية العهد، قد نُصب في مدينة آخن (7 آب 936) ملكاً على جرمانية. وخاض عدداً من الحروب الداخلية والخارجية لتوطيد حكمه وإقامة مملكة قوية مترامية الأطراف، وأرغم الكثير من الأمراء على الخضوع له ودفع الجزية مثل دوق بوهيمية بوليسلاف الأول (عام 950)، وتدخل في الشؤون الفرنسية بوصفه حكماً في نزاعات بين لويس الرابع الكارولنجي وأفراد أسرته. ومد نفوذه إلى بورغندية واللورين، كما حقق انتصارات حاسمة على الهنغاريين والسلاف في معركة ليشفيلد عام 955 في وسط أوربة منهياً غزواتهم على أوروبا الغربية.
وقضى معظم سني حكمه محاولاً أعادة بناء إمبراطورية شارلمان التي تفككت أوصالها إثر وفاته سنة 814 م. وهزم أوتو المجريين في معركة حاسمة سنة 955 م، ثم اجتاح الإيطاليين بعد ذلك بست سنوات، وتوج إمبراطوراً على الإمبراطورية الرومانية المقدسة، فكان بذلك أول الملوك الألمان الذين يتولون هذا المنصب .

## التوسع في إيطاليا

### العرش الإيطالي المتنازع عليه
قُسِّمت الإمبراطورية الكارولنجية عند وفاة الإمبراطور تشارلز البدين في عام 888 إلى عدة أقاليم: فرنجة الشرقية، وفرنجة الغربية، وممالك بورغندي السفلى والعليا، ومملكة إيطاليا، مع كل من الممالك التي يحكمها ملك خاص. استمر البابا في روما في استثماره لملوك إيطاليا لتحويلهم إلى «أباطرة» لحكم إمبراطورية شارلمان (الكارولنجية)، ولكن هؤلاء «الأباطرة الإيطاليين» لم يمارسوا أبدًا أي نوع من السلطة في شمال جبال الألب. مات الوريث الاسمي الأخير لشارلمان عندما اغتيل برنغار الأول ملك إيطاليا في عام 924، وترك اللقب الإمبراطوري بلا أي مطالبة.
تنافس الملك رودولف الثاني ملك بورغندي العليا وهيو، كونت بروفنس والحاكم الفعلي لولاية بورغندي السفلى، للسيطرة على إيطاليا. هزم هيو رودولف في عام 926، ووضع سيطرة فعلية على شبه الجزيرة الإيطالية وتوج ملكًا لإيطاليا. حصل ابنه لوثير على ترقية، وأصبح حاكمًا مشاركًا في عام 931. أبرم هيو ورودولف الثاني في النهاية معاهدة سلام في عام 933. خطب لوثير ابنة رودولف الصغيرة التي تُدعى أديلايد بعد أربع سنوات.
قاد برنغار مارغريف إيفريا، حفيد الملك السابق برنغار الأول، تمردًا للنبلاء الإيطاليين ضد عمه هيو في عام 940. نفى هيو برنغار من إيطاليا بعد تحذيره من قبل لوثير، وهرب المرغريف لحماية في بلاط أوتو في عام 941. تمكن برنغار في عام 945 من العودة وهزيمة هيو بدعم من النبلاء الإيطاليين. تنازل هيو لصالح ابنه وتقاعد في بروفنس، وضع برنغار شروطًا مع لوثير، وأثبت نفسه كسلطة مختفية وراء العرش. تزوج لوثير من أديلايد البالغة من العمر ستة عشر عامًا في عام 947 وأصبح ملكًا اسميًا عندما توفي هيو في 10 أبريل عام 948، ولكن برنغار الثاني استمر في سلطته كعمدة للقصر أو نائب الملك.
انتهى «عهد» لوثير القصير بوفاته في 22 نوفمبر عام 950، وتوج برنغار الثاني ملكًا في 15 ديسمبر، مع ابنه أدالبرت من إيطاليا كحاكم مشارك. فشل برنغار الثاني في الحصول على دعم واسع النطاق، وحاول إضفاء الشرعية على عهده من خلال إجبار أديلايد ابنة وزوجة الابن وأرملة آخر ثلاثة ملوك إيطاليين، على الزواج من أدالبرت. رفضت أديلايد بشدة وبذلك سجنها برنغار الثاني في بحيرة غاردا. تمكنت من الفرار من السجن بمساعدة الكونت أدالبرت أتو من كانوسا. حاصرها برنغار الثاني في كانوسا، فأرسلت مبعوثًا عبر جبال الألب طالبًا حماية أوتو وزواجه منها. كان الزواج من أديلايد سيعزز موقف الملك للمطالبة بالعرش الإيطالي، وسيصبح من خلاله إمبراطورًا في النهاية. قبل أوتو عرض زواج أديلايد بعد علمه بجمالها العظيم وثروتها الهائلة، واستعد لرحلة استكشافية إلى إيطاليا.

### أول رحلة استكشافية إيطالية
غزا ليودولف نجل أوتو، ودوق شوابيا، لومبارديا في شمال إيطاليا في أوائل صيف عام 951، وقبل أن يسير والده عبر جبال الألب. لم تتوضح الأسباب الدقيقة وراء موقف ليودولف، واقترح المؤرخون عدة أسباب محتملة للدوافع، فكان هناك احتمال بمحاولة ليودولف في مساعدة أديلايد، وهي قريبة بعيدة لزوجته إيدا، أو كان ينوي تقوية موقعه داخل العائلة المالكة. تنافس الوريث الشاب مع عمه أيضًا، هاينريش الأول دوق بافاريا، في كل من الشؤون الألمانية وشمال إيطاليا. أثر هاينريش على الإرستقراطيين الإيطاليين في عدم الانضمام إلى حملة ليودولف، وذلك في الوقت الذي كان يستعد فيه ليودولف لرحلته. لم يجد ليودولف أي دعم عندما وصل إلى لومبارديا، ولم يكن قادرًا على دعم قواته. كان جيشه على وشك الانهيار حتى عبرت قوات أوتو جبال الألب. تردد الملك في استقبال قوات ليودولف في قيادته، وكان غاضبًا من ابنه بسبب مواقفه المستقلة.
وصل أوتو وليودولف إلى شمال إيطاليا في سبتمبر عام 951 دون معارضة من برنغار الثاني. سحب النبلاء ورجال الدين الإيطاليون دعمهم لبرنغار أثناء نزولهم إلى وادي نهر بو، وقدموا المساعدة لأوتو وجيشه المتقدم. أدرك برنغار ضعف موقفه، وهرب من عاصمته في بافيا. وصل أوتو إلى بافيا في 23 سبتمبر عام 951، ففتحت المدينة بوابتها للملك الألماني بشكل طوعي. توِّج أوتو بتاج لومبارديا الحديدي في 10 أكتوبر وفقًا للتقاليد اللومباردية. أصبح أوتو حينها ملك ألمانيا وإيطاليا مثل شارلمان من قبله. أرسل أوتو رسالة إلى شقيقه هاينريش في بافاريا لمرافقة عروسته من كانوسا إلى بافيا حيث تزوج الاثنان.
غادر ليودولف إيطاليا وعاد إلى شوابيا بعد فترة وجيزة من زواج والده في بافيا. عاد رئيس الأساقفة فريدريك من ماينز، ورئيس أساقفة ألمانيا ومنافس أوتو المحلي منذ فترة طويلة، إلى ألمانيا أيضًا إلى جانب ليودولف. أجبرت الاضطرابات في شمال ألمانيا أوتو على العودة مع غالبية جيشه عبر جبال الألب في عام 952. ترك أوتو جزءًا صغيرًا من جيشه في إيطاليا وعين صهره كونراد، دوق لورين، وصيًا على العرش، وكلفه بمهمة إخضاع برنغار الثاني.

## اللقب الامبراطوري

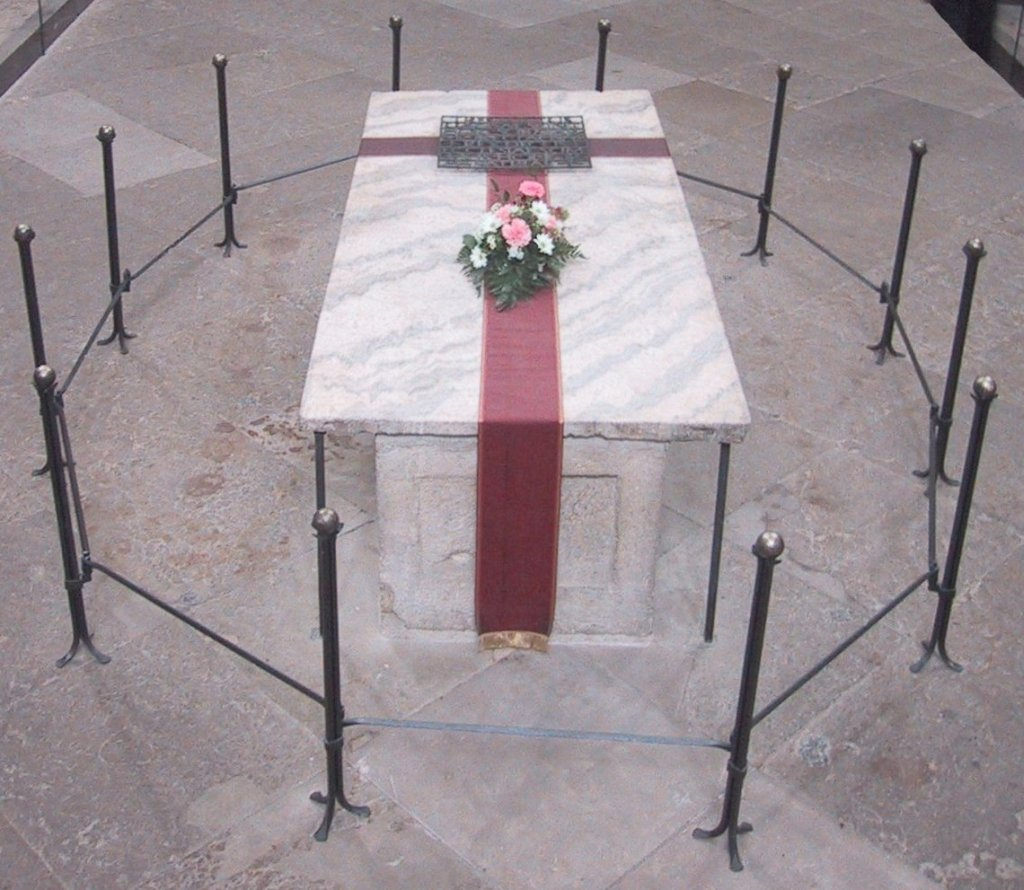
قبر اوتو الأول في ماغديبورغ

وسنحت له الفرصة مرة أخرى لإنشاء الإمبراطورية حين استعانا البابا يوحنا الثاني عشر على برنغار (959). فغزا أوتو إيطاليا على رأس قوة كبيرة، ودخل روما من غير قتال، وتوجه يوحنا الثاني عشر إمبراطوراً رومانياً على الغرب في عام 962. ثم ندم البابا على فعلته، وأخذ يشكو من أن أوتو لم يوفي بما وعده به من إعادة إكسرخسية راڤنا إلى البابوية. واتخذ أوتو الخطوة المتطرفة الجريئة فزحف على روما، وعقد مجلساً دينياً من الأساقفة، وأقنعه بوجوب خلع يوحنا وتنصيب رجل من غير رجال الدين بابا مكانه باسم ليو الثامن (963). واقتصرت أملاك البابوي وقتئذ على دوقية روما وإقليم سابينا، واندمجت بقية إيطاليا الوسطى والشمالية في إمبراطورية رومانية مقدسة أضحت إقطاعية من إقطاعيات التاج الألماني. وكان ملوك ألمانيا يتخذون من هذه الحوادث حجة يبنون عليها ادعاءهم أن إيطاليا جزء من ميراثهم، أما البابوات فكانوا يتذرعون بها للقول بأن أحداً لا يستطيع أن يكون إمبراطوراً رومانياً في الغرب إلا إذا توجه البابا.
ولما أحس اوتو بقرب منيته أراد أن يتقي ما عسى أن يعقب موته من الفوضى فحمل البابا يوحنا الثالث عشر على أن يتوج ابنه أوتو الثاني إمبراطوراً معه (967)، وزوج ابنه هذا بثيوفانو ابنة إمبراطور بيزنطية (972)، وتحقق بذلك إلى وقت قصير ما كان يحلم به شارلمان من توحيد الإمبراطوريتين بطريق الزواج، ثم توفي أوتو ولما يتجاوز الستين من عمره، ولكنه قام في هذه السنين القلائل بما لم يقم به ذوو الأعمار الطوال (973)، وحزنت عليه ألمانيا كلها وعدته أعظم ملوكها. وصرف أوتو الثاني (973- 983) جهوده في ضم إيطاليا الجنوبية إلى دولته ومات في هذه المحاولة منهوك القوى قبل الأوان. وكان أوتو الثالث (983- 1002) وقتئذ طفلاً في الثالثة من عمره، فحكمت البلاد أمه وجدته أديلاد نائبتين عنه مدة ثمان سنين، وأدخلت ثيافانو في أثناء نفوذها الذي دام ثمانية عشر عاماً بعض مظاهر الرقة البيزنطية إلى البلاط الألماني، وبث روح النهضة التي بدأها أوتو في الآداب والفنون.